# Estrella exótica

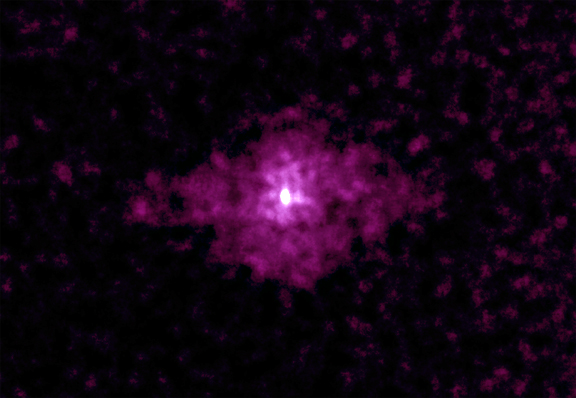
Imagen de 3C58, candidata a estrella exótica.

Se denomina estrella exótica a una estrella compacta compuesta por algo distinto a electrones, protones y neutrones, en donde el colapso gravitacional es compensado por la presión de degeneración. Este término incluye a las estrellas extrañas, compuestas por materia extraña, y a las estrellas de preones, compuestas de preones.
Las estrellas exóticas son en gran medida teóricas, pero observaciones llevadas a cabo con el Observatorio Chandra de rayos X en 2002 han detectado dos candidatas a estrellas extrañas, llamadas RX J1856.5-3754 y 3C58, inicialmente consideradas estrellas de neutrones. De acuerdo a las leyes conocidas de la física, la primera es mucho más pequeña y la segunda mucho más fría de lo que debieran ser, lo que sugiere que pueden estar compuestas por un material más denso. Sin embargo, estas observaciones han sido puestas en duda por diversos investigadores que no las consideran concluyentes.